# The Star Rover
The Star Rover (no Brasil O Andarilho das Estrelas) é um livro de Jack London, publicado em 1915.

## Sinopse
Inspirado pelo relato verídico de um ex-detento da penitenciária de San Quentin, o livro versa sobre um prisioneiro do começo do século vinte que aprende um meio para escapar à tortura da camisa de força a que era constantemente submetido. Através de técnicas de auto-hipnose, concentração mental e extremo domínio da vontade, ele consegue produzir o fenômeno que os parapsicólogos chamam de "desdobramento" e que, na linguagem mística, é conhecido por "viagem astral". Ao entrar nesse estado de consciência, ele não apenas supera a dor física, como também alcança uma outra dimensão: a viagem às suas vidas passadas, às suas encarnações anteriores.